# Auckland Blues 1997
Nel 1997 gli Auckland Blues affrontarono da campioni uscenti la seconda edizione del campionato interconfederale Super 12.
Al termine della stagione regolare la squadra si classificò prima con 10 vittorie, un pareggio e nessuna sconfitta; in semifinale sconfissero in casa il Natal Sharks per 55-36 e nella successiva finale si imposero sugli australiani ACT Brumbies per 23-7, dopo essere giunti al 56' sul 23-0; gli Auckland Blues si riconfermarono così campioni diventando quindi la prima squadra a vincere sia due titoli in generale che consecutivamente.

## Super 12 1997

### Stagione regolare
| Data      | Incontro                               | Risultato |
| --------- | -------------------------------------- | --------- |
| 1-3-1997  | Northern Transvaal — Auckland Blues    | 40-40     |
| 7-3-1997  | Free State — Auckland Blues            | 15–24     |
| 15-3-1997 | Waikato Chiefs — Auckland Blues        | 16–26     |
| 31-3-1997 | Auckland Blues — Queensland Reds       | 49-26     |
| 4-4-1997  | Auckland Blues — Canterbury Crusaders  | 29–28     |
| 12-4-1997 | Auckland Blues — ACT Brumbies          | 41–29     |
| 19-4-1997 | Auckland Blues — Gauteng Lions         | 63–22     |
| 27-4-1997 | Auckland Blues — Natal Sharks          | 39–17     |
| 3-5-1997  | Otago Highlanders — Auckland Blues     | 28–45     |
| 10-5-1997 | Auckland Blues — Wellington Hurricanes | 45–42     |
| 17-5-1997 | NSW Waratahs — Auckland Blues          | 20-34     |

#### Risultati della stagione regolare
| Posizione | G  | V  | N | P | PF  | PS  | DP   | B | Pt |
| --------- | -- | -- | - | - | --- | --- | ---- | - | -- |
| 1ª        | 11 | 10 | 1 | 0 | 435 | 283 | +152 | 8 | 50 |

### Play-off
| Turno | Data      | Incontro                      | Risultato |
| ----- | --------- | ----------------------------- | --------- |
| SF    | 24-5-1997 | Auckland Blues — Natal Sharks | 55-36     |
| F     | 31-5-1997 | Auckland Blues — ACT Brumbies | 23-7      |